# Boccardia columbiana
Boccardia columbiana är en ringmaskart som beskrevs av Miles Joseph Berkeley 1927. Boccardia columbiana ingår i släktet Boccardia och familjen Spionidae. Inga underarter finns listade i Catalogue of Life.